# Geoff Ogilvy

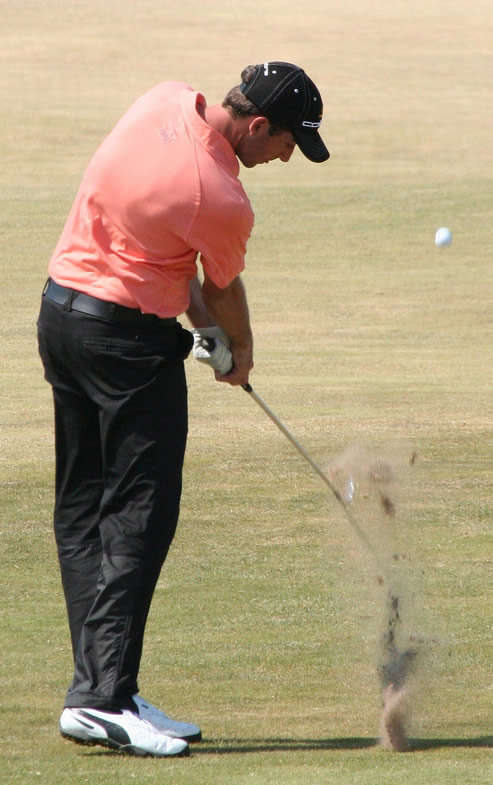
Ogilvy in 2006

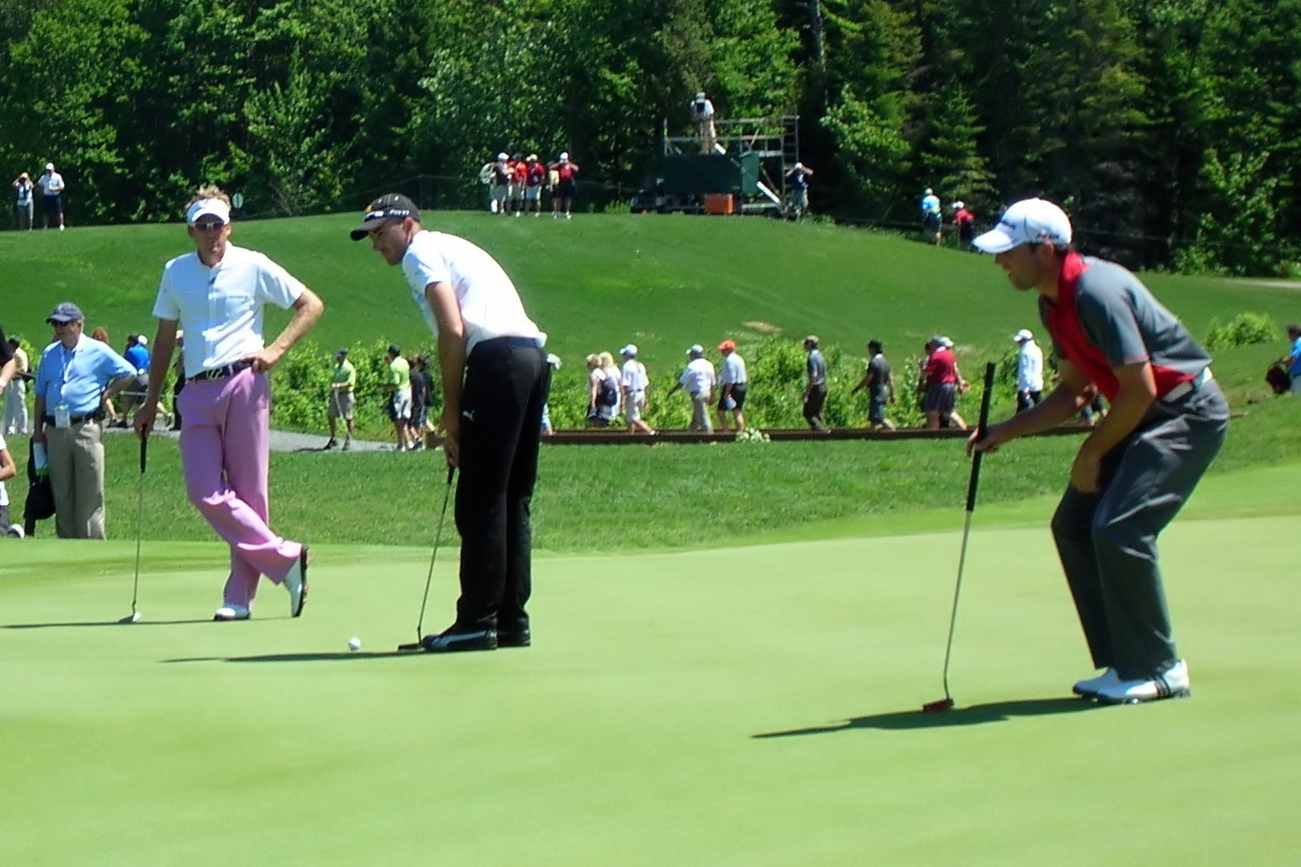
Met Ian Poulter en Sergio Garcia.

Geoff Ogilvy (Adelaide, 11 juni 1977) is een professioneel golfer uit Australië. Eind juni 2008 stond hij op de derde plaats in de wereldranglijst.

## Amateur
Geoff Ogilvy ging in Melbourne naar het Victoria Institute of Sport.

### Gewonnen
- 1995: Portsea Open Amateur
- 1996: German Amateur Open Championship
- 1997: Lake Macquarie Amateur, Victorian Amateur Championship (AUS)
- 1998: Tasmanian Amateur Open (AUS)

## Professional
Ogilvy werd in 1998 professional en haalde dat najaar zijn spelerskaart voor de Europese PGA Tour. Daar speelde hij in 1999 en 2000. In 2001 vertrok hij naar de Amerikaanse PGA Tour, waar hij vijf jaar lang in de top 100 stond.
In 2006 werd hij onverwacht winnaar van het WGC Matchplay Kampioenschap en het US Open op Winged Foot.

### Gewonnen

#### Europese PGA Tour
- 2006: Accenture Matchplay Kampioenschap gewonnen van Davis Love III, US Open
- 2008: WGC - CA Kampioenschap
- 2009: WGC-Accenture Matchplay Kampioenschap gewonnen van Paul Casey

#### Amerikaanse PGA Tour
- 2005: Chrysler Classic of Tucson
- 2006: US Open
- 2009: Mercedes-Benz Championship
- 2010: SBS Championship

#### Anders
- 2008: Cadburys Schweppes Australian PGA Championship